# 科门 (德国)
科门是德国莱茵兰-普法尔茨州的一个市镇。总面积2.82平方公里，总人口309人，其中男性151人，女性158人（2011年12月31日），人口密度110人/平方公里。